# Cyphoderris strepitans
Cyphoderris strepitans is een rechtvleugelig insect uit de familie Prophalangopsidae. De wetenschappelijke naam van deze soort is voor het eerst geldig gepubliceerd in 1978 door Morris & Gwynne.